# Ежен Мішель Антоніаді
Еже́н Міше́ль Антоніа́ді (фр. Eugène Michel Antoniadi; 1 березня 1870 — 10 лютого 1944) — французький астроном грецького походження. Народився в Константинополі (Османська імперія). У 18 років почав проводити астрономічні спостереження в Константинополі, в 1893 здійснював спостереження Марса в обсерваторії Н. К. Фламмаріона в Жювізі, потім — керівник секції Марса в Британській астрономічній асоціації. З 1909 регулярно вів спостереження в Медонській обсерваторії.

## Доробок
Основні наукові роботи присвячені вивченню планет і історії астрономії. В результаті спостережень Марса під час великого протистояння 1909 прийшов до висновку, що канали планети є неправильними темними смугами, утворюваними окремими невеликими плямами різних розмірів, і, таким чином, виключається припущення про споруди правильної геометричної форми, що виникли в результаті розумної діяльності (фотографії Марса, отримані за допомогою космічних літальних апаратів, підтверджують висновки Антоніаді).
В світлі сучасних уявлень про вулканічну активність Марса важливо відзначити, що під час протистояння 1924 Антоніаді спостерігав протягом чотирьох днів викиди, що світилися, на краю диска планети над областю Hellas на висоті 8—20 км над поверхнею. На матеріалі спостережень видимого руху деталей на поверхні Марса підтвердив оцінку періоду обертання планети, отриману раніше Дж. В. Скіапареллі.
Автор книги «Планета Марс» (1930), в якій дав огляд вивчення планети починаючи з 1659 і привів результати власних багаторічних спостережень. Виконав низку досліджень з історії астрономії в Стародавній Греції і Єгипті. У 1907 опублікував матеріали своїх археологічних розкопок в Софійському соборі в Константинополі.